# Montes de Valsaín

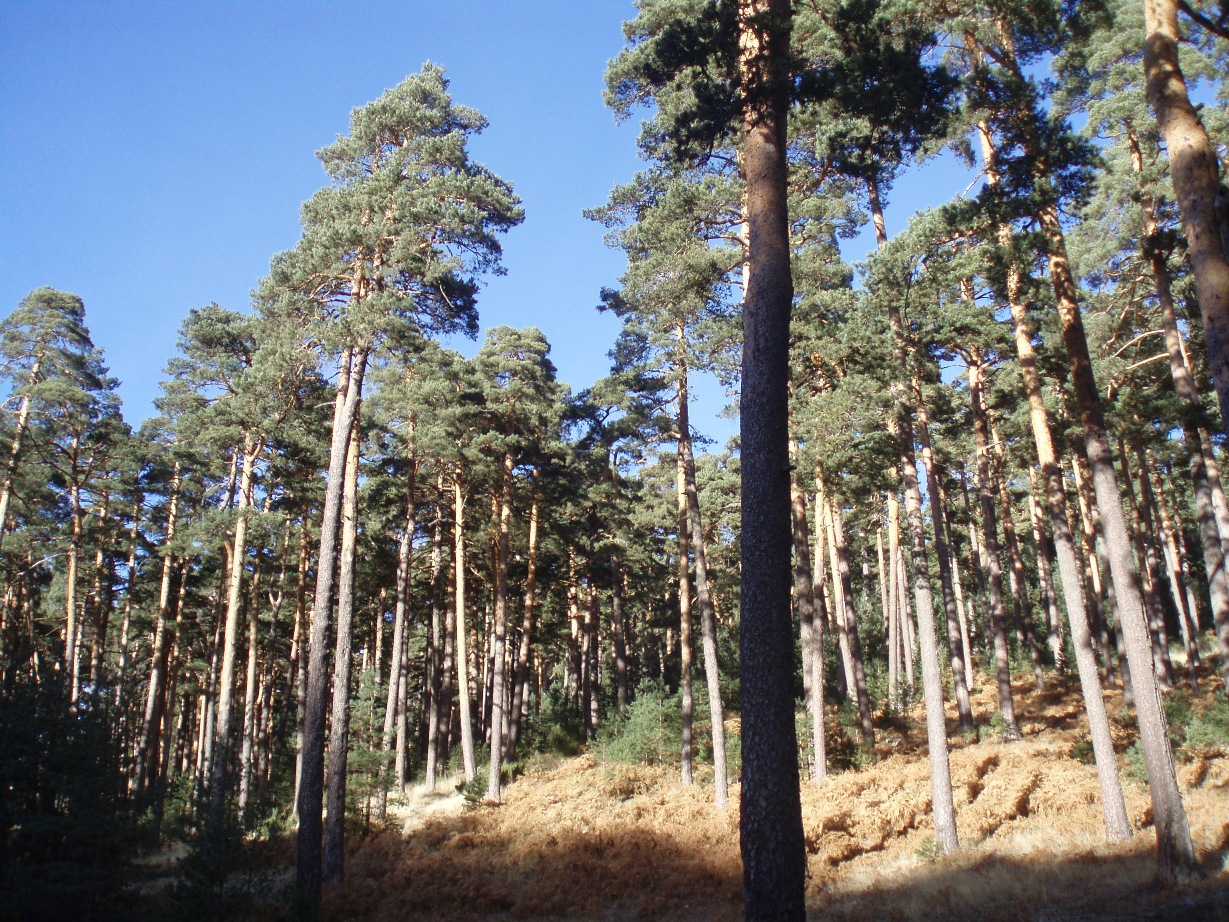
Waldkiefern-Bestand in den Montes de Valsaín

Die Montes de Valsaín (Wälder von Valsaín), insbesondere der Pinar de Valsaín (Kiefernwald von Valsaín), gehören zu den schönsten und bekanntesten Waldgebieten des Sistema Central in Spanien. Sie erstrecken sich an der Nordseite der Sierra de Guadarrama vom Peñalara bis zur Pradera de Navalhorno. 

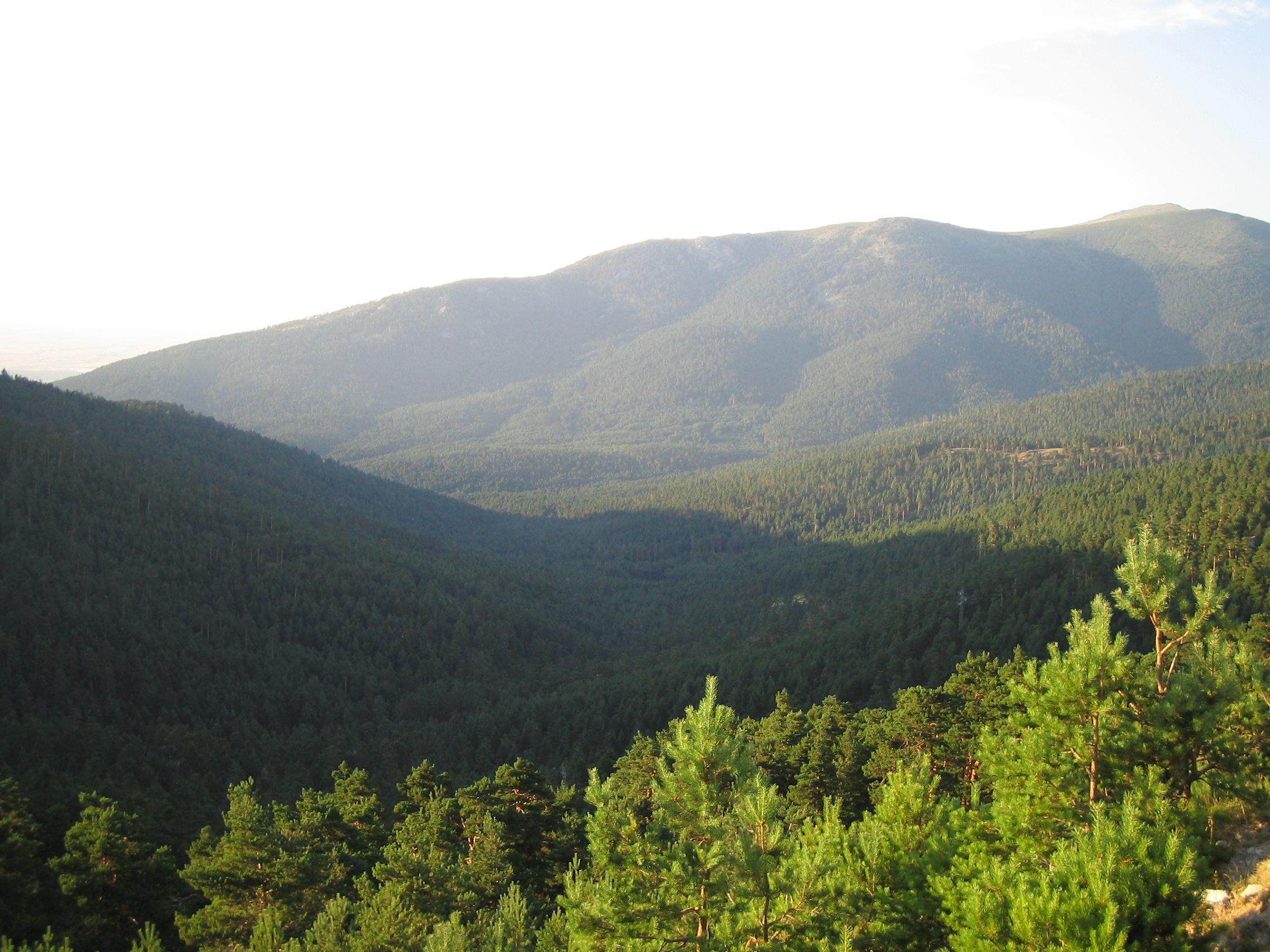
Blick über die Kiefernwälder im Tal von Valsaín

Der Pinar de Valsaín war früher im Besitz der Stadt Segovia und ihrer Junta de Nobles Linajes. Der Wald war einer der Gründe, warum Philipp V. seinen Palast in La Granja de San Ildefonso errichten ließ.
Die Wälder im Tal von Valsaín bestehen aus zwei Teilen: dem Monte Pinar mit einer Ausdehnung von 7.622 ha und dem Monte Matas mit 3.046 ha. Im Monte Pinar ist die Waldkiefer mit mehr als 4 Millionen Stämmen die vorherrschende Baumart, im tiefer gelegenen Monte Matas dominiert die Pyrenäen-Eiche. Die Wälder sind in staatlichem Besitz und liegen vollständig auf dem Gebiet der Gemeinde La Granja de San Ildefonso.
Der Pinar de la Acebada im Seitental des Riofrío ist ein 587 ha großer Teil des Pinar de Valsaín, der 1930 zum Sitio Natural de Interés Nacional erklärt wurde. Damit gehört er zu den ersten Naturschutzgebieten Spaniens.
Im Pinar de Valsaín erreichen die Stämme der Waldkiefer die für Spanien ungewöhnliche Länge von bis zu 30 Metern, daher und aufgrund ihres regelmäßigen Wuchses sind sie bei der Holzindustrie sehr geschätzt. Der Wald wird nachhaltig bewirtschaftet, Holzeinschlag erfolgt nur auf kleinen Flächen. Vor Ort befindet sich ein Sägewerk, das das Holz unter der Bezeichnung Maderas de Valsaín vermarktet.
Der Pinar de Valsaín wird voraussichtlich Teil des geplanten Nationalparks Guadarrama werden.